# 福留儀重
福留 儀重（ふくとめ よししげ（のりしげ）、天文18年（1549年） - 天正14年12月12日（1587年1月20日））は、戦国時代から安土桃山時代にかけての武将。長宗我部氏の家臣。隼人佐。土佐田辺島城城主。福留親政（儀実）の子。福留政親の父。
長宗我部元親に仕え活躍したが、長宗我部氏が豊臣秀吉の四国征伐に敗れ降伏し、九州征伐の先陣として出陣し大敗した豊後戸次川の戦いにおいて元親の嫡子の長宗我部信親らと共に戦死した。
「福留の荒切り」と称された父・親政に劣らず、土佐の童謡にも「蛇もハミもそちよれ、隼人様のお通りじゃ」と歌われる程、武勇に優れる一方、禁酒令を破った主君元親を諌めるなど忠義にも篤い人物であった。隼人神社に父とともに祭られている。